# Пратале (Терни)
Пратале је насеље у Италији у округу Терни, региону Умбрија.
Према процени из 2011. године у насељу је живело 75 становника. Насеље се налази на надморској висини од 380 m.